# Município de Salem (condado de Champaign, Ohio)
O município de Salem (em inglês: Salem Township) é um município localizado no condado de Champaign no estado estadounidense de Ohio. No ano de 2010 tinha uma população de 2.539 habitantes e uma densidade populacional de 19,3 pessoas por km².

## Geografia
O município de Salem encontra-se localizado nas coordenadas 40° 10′ 52″ N, 83° 43′ 40″ O. Segundo a Departamento do Censo dos Estados Unidos, o município tem uma superfície total de 131.57 km², da qual 131,5 km² correspondem a terra firme e (0,05 %) 0,06 km² é água.

## Demografia
Segundo o censo de 2010, tinha 2.539 habitantes residindo no município de Salem. A densidade populacional era de 19,3 hab./km². Dos 2.539 habitantes, o município de Salem estava composto pelo 96,69 % brancos, o 1,3 % eram afroamericanos, o 0,47 % eram amerindios, o 0,16 % eram asiáticos, o 0,28 % eram de outras raças e o 1,1 % eram de uma mistura de raças. Do total da população o 0,63 % eram hispanos ou latinos de qualquer raça.